# Antoine Christophe Saliceti
Antoine Christophe Saliceti, nato Antonio Cristofano (Saliceto, 26 agosto 1757 – Napoli, 23 dicembre 1809), è stato un politico italiano naturalizzato francese.

## Biografia

### Infanzia ed educazione
Nacque a Saliceto, un paese di poche case abbarbicate sulla dorsale tirrenica della Corsica, allora parte della Repubblica di Genova. I suoi genitori erano però originari di Piacenza, e anzi alcuni studiosi ritengono che la sua famiglia fosse discendente diretta di Guglielmo Saliceti (nato a Piacenza nel 1208), stimato ed erudito professore di medicina alle università di Bologna e di Verona dal 1230 al 1270, autore di un trattato sui vasi arteriosi.
Sin da ragazzo Antoine Saliceti dimostrò viva intelligenza e memoria ferrea, doti che gli consentirono ottimi risultati scolastici. Studente in legge in Toscana manifestò notevole interesse sulla questione politica corsa. Laureatosi in giurisprudenza entrò come avvocato nel foro del circondario di Bastia e fu accolto nel Consiglio Superiore della Corsica, quindi deputato per il Terzo Stato. In tale veste ebbe mansioni delicate durante l'Assemblea degli Stati generali del 1789.

### Un voto per il Re
Con questo incarico prese parte ai lavori della Costituente ove promosse l'annessione della Corsica alla Francia, ed agli Stati Generali culminati il 14 luglio con l'insurrezione di Parigi e la presa della Bastiglia (1789).
Nel 1790 fu inviato in Corsica ove Napoleone aveva il compito di sedare focolai di dimostranti capeggiati da Pasquale Paoli che contestavano il dominio francese. Il Paoli, esasperato dagli eccessi della Rivoluzione ed anche del disinteresse di Parigi nei confronti delle rivendicazioni popolari corse, offrì l'isola al re d'Inghilterra ricevendo da sua maestà britannica la promessa di essere nominato viceré. In seguito all'intervento di Napoleone il Paoli fu costretto ad abbandonare la sua terra e si rifugiò a Londra ove morì. Dal canto suo anche Antoine Saliceti tornò in Francia ed in veste di deputato straordinario iniziò a controllare le strutture militari.
Il 21 gennaio del 1793 partecipò alla votazione sulla condanna a morte di Luigi XVI, ma non svelò mai se avesse votato per la decapitazione o la sopravvivenza del re. La pena capitale del sovrano fu decisa con 387 voti favorevoli e 334 contrari. 

### Tra l'Italia e la battaglia di Tolone
Una settimana dopo partì da Marsiglia per la Corsica con Filippo Buonarroti, Luigi Zamboni, e l'avvocato Boselli. Il gruppo si unì ad Ajaccio con altri militari. Raggiunta la Sardegna meridionale invasero, senza colpo ferire, la piccola isola di San Pietro ove gli abitanti di Carloforte strinsero subito salda amicizia, comprovata da numerosi matrimoni celebrati tra soldati francesi e giovani donne caroline. Peraltro questa "operazione militare" non deve essere confusa col fallito tentativo di occupazione di Cagliari avvenuto poco dopo. Ai primi giorni di febbraio Luigi Zamboni per suo ordine proseguì la navigazione e giunto a Roma si arruolò nei ranghi militari dello Stato Pontificio per valutarne l'entità. A marzo giunse a Bologna, e riferì a Saliceti il quale addestrava in tutta la valle padana gruppi di rivoluzionari, coordinando quei partigiani che si dichiaravano favorevoli alla causa francese. Dalla metà del 1793 Saliceti si occupò della questione italiana per volontà del Comitato di salute pubblica. Si trovano sue tracce nel cuneese, in Lombardia, in Emilia, Toscana, Liguria e soprattutto in Romagna dove era solito incontrare studenti universitari. 
Una breve parentesi la si trova sul finire di quell'anno in Provenza.
Se la battaglia di Tolone rappresentò il fiore all'occhiello nelle imprese giovanili di Napoleone, lo stesso conflitto segnò un evento straordinario per l'emergente Antoine Christophe Saliceti. Nel forte di Tolone, considerato inespugnabile, si erano asserragliati alcuni controrivoluzionari. L'assalto, affidato ad uno sconosciuto Buonaparte, fu lanciato il 17 dicembre 1793. Accanto a Napoleone Bonaparte c'erano Antoine Saliceti ed Agostino Robespierre, fratello di Maximillien. All'alba iniziarono ad arrivare contadini, gente del luogo, pescatori, naviganti, abitanti della zona rivierasca, armati degli attrezzi di lavoro, precettati nella notte. I cannoni furono posizionati in modo da puntare di fila l'artiglieria nemica dentro e fuori il forte. Mentre Napoleone aprì il fuoco mirato contro le postazioni realiste, la folla fu mandata all'attacco verso i contrafforti. I morti furono tanti, ma Napoleone vinse. Agostino Robespierre, gioioso, mandò un messaggero a Parigi riferendo l'accaduto al fratello. L'encomio non si fece attendere: il 14 gennaio 1794 Napoleone, di appena 24 anni, venne nominato generale di brigata. 
La strategia d'impiegare la popolazione potrebbe essere stata concepita dal Saliceti, che da quel giorno fu investito di autorità plenipotenziaria. 
Altri tumulti divamparono a Marsiglia ed anche qui Napoleone si trovò accanto l'onnipresente Saliceti. Alla repressione parteciparono, a vario titolo, Filippo Buonarroti, Alexandre Renoux (futuro generale dell'armata sul Reno), l'avvocato Benedetto Francesco Boselli di Genova, il conte Baldassarre Nìcolis di Robilant esponente della Massoneria italiana di ispirazione francese, Paul Barras, Joseph Foucé, Maxmillien Robespierre e Luigi Zamboni. Tutti personaggi che in qualche modo prenderanno parte anche alla sollevazione di Bologna del 1794. Saliceti parlò con entusiasmo del Bonaparte: "… il fiorente generale ha qualità superiori, vivida intelligenza, e pronta determinazione" come scrisse all'amico Joffré Benassì.

### Con Robespierre
Su suggerimento di Napoleone, Saliceti continuò a sostenere la causa francese in tutta la Pianura Padana, concentrando il suo proselitismo in Romagna. Parlava dei diritti dell'uomo, della carta delle rivendicazioni varata in America, tastando l'umore degli abitanti e la loro disponibilità ad accogliere Napoleone e le sue truppe nel caso di un'eventuale discesa in Italia. 
Tornato a Parigi ed entrato nel gabinetto di Maximilien Robespierre fece assegnare al Bonaparte il comando della divisione d'artiglieria, promozione che gli comunicò personalmente con una lettera, elogiandolo per aver ottenuto tale incarico. 
Saliceti si trovò in una situazione difficile quando Robespierre artefice del "Terrore" fu messo sotto accusa in seguito a quei fatti che sfociarono nella rivoluzione del "9 Termidoro", vicenda che si concluse con l'arresto dello stesso Robespierre. Trascinato davanti al Tribunale rivoluzionario, Saliceti fu accusato di averlo appoggiato.

### Salvato da Napoleone
Fu salvato dall'amnistia, ma anche da Napoleone, che in tal modo volle contraccambiare la "nomina" a generale della divisione d'artiglieria. Da quel momento l'evoluzione politica di Saliceti fu unita a doppio legame con quella di Napoleone anche se, membro del Consiglio dei Cinquecento, si oppose al colpo di Stato del 18 brumaio, avversando le idee del generale. Ma su tale episodio i moderni storici suppongono che il troppo palese disaccordo fosse fittizio, inscenato ad arte per confondere gli oppositori.

### Servizi segreti
Saliceti istituì un autentico moderno sistema di "intelligence" con un telegrafo ottico capace di collegare la Pianura Padana con la Francia, con colombi viaggiatori, con cifrari segreti, travestimenti, teoremi strategici per il governo di piccole repubbliche, distribuzione di armi e di piani d'attacco verso i poteri assolutisti. La sua azione, spalleggiata dall'avvocato Benedetto Francesco Boselli, diventato notevole esponente della compagine massonica italiana, e da una frangia del clero minore (quello più vicino ai contadini stanchi del vecchio opprimente regime) si rivelò determinante per agevolare la calata dell'esercito napoleonico. Egli aveva istituito una sorta di "Servizio Segreto" in piena autonomia pur dovendo risponderne a Parigi. Camuffato da monaco, col nome fittizio di "abate Bauset", entrava liberamente nelle regioni dello Stato della Chiesa. Spiegava ai popolani che sotto la protezione di Napoleone ci sarebbe stata più libertà, il commercio ne avrebbe tratto giovamento la qualità della vita sarebbe stata migliore. Sarebbero state abbattute le differenze di censo, la legge sarebbe stata applicata in identica maniera per tutto e nella società sarebbe trionfata una giustizia imparziale. Al di là della sua intuizione militare, Saliceti svolse un'azione ancora sconosciuta nel panorama geografico delle belligeranze d'allora, consolidata in tempi moderni da organizzazioni che lo presero ad esempio, come l'americana "Cia".

### La sollevazione di Bologna
A Bologna le cose non andarono tuttavia per il verso giusto. La sommossa del 1794 gli sfuggì di mano. Fallì a causa di una delazione. I loro promotori Giovanni Battista de Rolandis e Luigi Zamboni (di cui si disse che avevano adottato come distintivo una coccarda tricolore, sullo stile di quella francese, ma col verde invece del turchino) furono uccisi. Napoleone invase ugualmente la Val Padana, stabilì il suo quartier generale a Milano, ed entrò trionfante a Bologna (giugno 1796) prendendone possesso. Appreso l'iter del truce processo contro De Rolandis e Zamboni, il generale si infuriò: sequestrò ogni avere della Chiesa Bolognese e cacciò dalla città tutti i membri del Tribunale dell'Inquisizione, compreso il cardinale Ippolito Vincenti. L'atto fu siglato da Bonaparte e controfirmato da Saliceti. Napoleone diede poi ordine che le ceneri dei sue giovani martiri fossero issate in un'urna sulla colonna della Montagnola, e che fossero onorate dalla cittadinanza adornandola di vessilli e coccarde verdi bianche e rosse. Saliceti interrogò poi tutte le persone segregate nel carcere del Torrone o nella fortezza di San Leo e ridiede ad esse la piena libertà. Successivamente, sempre per volontà del Bonaparte, negoziò personalmente la pace col pontefice Pio VI (armistizio di Tolentino).

### In primo piano
Inviato ambasciatore a Lucca (1800) riorganizzò la città, costituì una nuova struttura di governo, aprì scuole e case di assistenza, ne mutò l'assetto in principato che dedicò ad Elisa Bonaparte, sorella di Napoleone. Quindi andò a Genova (1801), fece proclamare l'annessione della Repubblica Ligure all'Impero (1805) col benestare incondizionato della popolazione. Sempre a Genova fece dare degna sepoltura ai resti dei patrioti corsi giustiziati dalla Serenissima Repubblica nel 1746 (F.O.Renucci, "Storia della Corsica", Bastia 1834, Vol. II, pp. 167-168), pp. Nel 1806 fu nominato ministro di polizia a Napoli sotto re Giuseppe Bonaparte e dopo tre mesi assunse la responsabilità di massimo consigliere del Ministero della Guerra. Murat lo allontanò per invidia, ma prontamente Napoleone ordinò di reintegrarlo nei suoi compiti. Dal 1806 al 1808 fu primo ministro del governo partenopeo e membro della consulta romana. Organizzato un esercito d'emergenza, respinse le navi anglo-sicule sbarcate in Calabria con un'azione ancora di intelligence di straordinaria bravura, convincendo gli isolani a spalleggiare le sue truppe. Tecnica che in pochi giorni gli permise di triplicare il fronte di difesa, così com'era accaduto nella famosa battaglia di Tolone.

### La morte
Saliceti morì improvvisamente nella notte del 23 dicembre 1809 in seguito a una crisi di dolori addominali e vomito sopraggiunta al termine di una rappresentazione teatrale: «non arrivò né a far testamento, né a confessarsi; anzi non vi fu neanche sacerdote che lo assistesse negli ultimi momenti, perché mandato a chiamare arrivò ch'era morto». A causa di numerose voci che lo volevano avvelenato dal Prefetto di polizia, Antonio Maghella, fu disposta un'autopsia del cadavere eseguita da Cotugno e dal protochirurgo Peborde, i quali stabilirono che la morte era avvenuta per una «colica di fegato di origine nefritica». Il corpo fu imbalsamato ed esposto nel suo palazzo il 27, mentre i cannoni dei forti cittadini, data la temporanea assenza del sovrano, spararono un colpo ogni ora fino al giorno delle esequie, avvenute il 29.

### Eredità

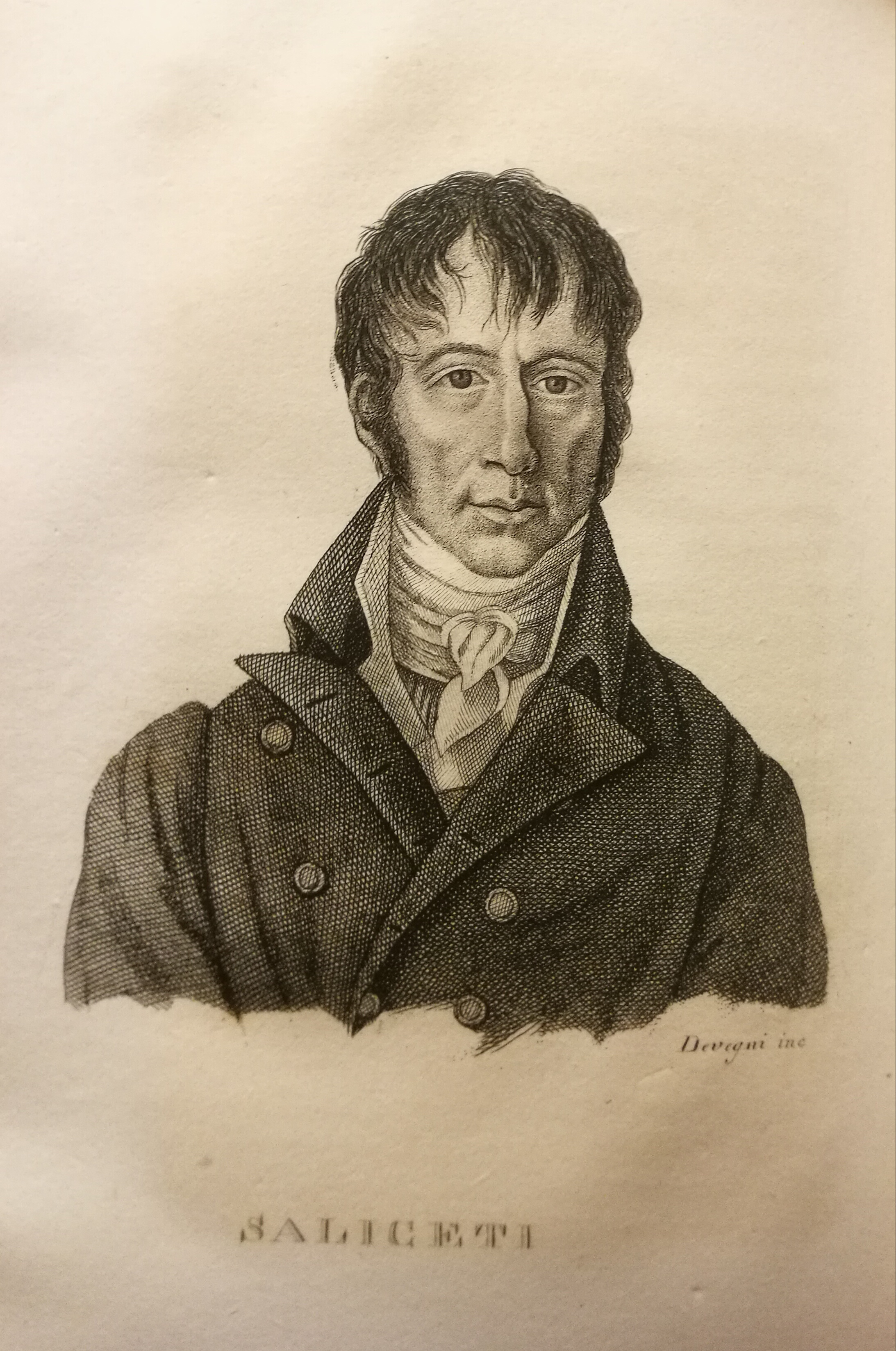
Anton Cristoforo Saliceti, incisione calcografica, da F.O. Renucci, "Storia della Corsica", Bastia 1834, vol. II

Saliceti era inviso a molti. Aveva carattere duro, scostante, sospettoso, come la sua attività lo conduceva ad essere. "Da Robespierre aveva imparato la freddezza assoluta, lo “sguardo di ghiaccio”, il mai manifestare alcuna emozione. Era un attore raffinato e staccato. Sapeva essere accondiscendente e poi impietoso, inflessibile ed inesorabile" Così lo descrive Guy de Maupassant sulla base di testimonianze che il celebre scrittore stesso raccolse in Corsica.
Di Antoine Christophe Saliceti si hanno solo quattro ritratti, uno eseguito in età giovanile, probabilmente disegnato da un figurinista di Marsiglia; un altro, riprodotto qui a fianco, tracciato durante un'assemblea nel parlamento parigino, quando i tanti giornali del momento erano avidi di illustrazioni e caricature. Il terzo ritratto lo mostra a Napoli e si trova nella Reggia di Caserta. Infine un quarto ritratto a stampa appare in una tavola fuori testo del secondo volume della "Storia di Corsica" del Renucci (Bastia 1834).
Non solo il volto, ma anche il nome venne tenuto in ombra dalla numerosa produzione letteraria dell'Ottocento, come accadde per tutti coloro che svolsero militarmente o politicamente la difficile mansione di “infiltrati”: autori anonimi delle grandi svolte della storia. 
Nella sua analisi sulla Rivoluzione Francese racconta François René Chateaubriand : "Quando Napoleone conobbe la tragica fine di Saliceti, disse mestamente: "Oggi l'Europa ha perso un grande stratega".
Evgenij Viktorovič Tarle, storico sovietico di grande spessore, scrisse nel 1936: "Non sapremo mai quante vittorie attribuite a Napoleone furono del Saliceti. Di certo sappiamo che morto lui, il Bonaparte si avviò inesorabilmente verso i campi di sconfitta di Waterloo".